# Inga Nielsen
Inga Nielsen (Holbæk, 2 giugno 1946 – Copenaghen, 10 febbraio 2008) è stata un soprano danese.

## Biografia
Inga Nielsen nacque a Holbæk nel 1946, figlia di padre danese e madre austriaca. A tre anni si trasferì con la famiglia in Iowa, dove il suo talento precoce fu notato ed esibito in radio; a nove anni incise il suo primo album con Columbia Records, in cui cantava canzoni tradizionali danesi e carole natalizie. Di ritorno in Europa, studiò canto all'Università per la musica e le arti interpretative di Vienna, per poi perfezionarsi all'Accademia musicale Franz Liszt.
Fece il suo debutto sulle scene nel 1971 come Laura in Der Bettelstudent in cartellone al Musiktheater im Revier. Nelle quattro stagioni successive cantò ruoli da soubrette (Zerlina, Blonde, Norina, Nannetta) in Germania e Svizzera, mentre nel 1975 fu scritturata dall'Oper Frankfurt, con cui cantò fino al 1980. Nel 1977 esordì alla Wiener Staatsoper come Adele ne Il pipistrello, un ruolo che cantò anche nel 1980 al suo debutto con la New York City Opera, ove tornò l'anno successivo come Micaëla in Carmen e Musetta ne La bohème. Tornò alla City Opera nel 1982 come Musetta e Susanna ne Le nozze di Figaro. Nel 1983 fece il suo debutto all'Opéra de Paris come Adele e cantò nella prima di Die englische Katze al Festival di Schwetzingen, tornando poi a cantare nel ruolo di Minette anche a Parigi nel 1984 e alla Santa Fe Opera nel 1985. Sempre nel 1984 fu Donna Elvira nella rappresentazione di riapertura della Staatsoper Stuttgart. Nel 1985 fu Violetta e Lucia alla Den Norske Opera & Ballett. Nel 1986 fu Amenaide nel Tancredi al Wexford Festival Opera e fece il suo debutto al Festival di Salisburgo (1987) e alla Royal Opera House (1989) come Costanza ne Il ratto dal serraglio, diretta in entrambe le occasioni da Georg Solti. Sempre nel 1989 tornò alla Wiener Staatsoper come Rosalinde ne Il pipistrello.
Nel 1990 fu Christine in Intermezzo al Teatro Comunale di Bologna. Nel 1991 esordì al Teatro alla Scala in un concerto diretto da Giuseppe Sinopoli e tornò all'Opéra come Elettra in Idomeneo. Nel 1993 sostenne per la prima volta uno dei suoi ruoli più celebri, quello dell'eponima protagonista in Salomè, cantato per la prima volta all'Opernhaus Zürich. Sempre nel 1993 cantò in due concerti all'aperto con Plácido Domingo a Copenaghen. Nel 1995 tornò al Covent Garden come Ursula in Mathis der Maler e al Teatro reale danese nel ruolo della Marescialla ne Il cavaliere della rosa. Nel 1997 cantò in concerto alle Terme di Caracalla, diretta da Daniel Oren, mentre nel 1999 tornò alla Scala nel ruolo dell'imperatrice ne La donna senz'ombra. 
Tra il 1997 e il 2002 cantò in diverse occasioni alla Wiener Staatsoper, nei ruoli della marescialla, l'imperatrice ne La donna senz'ombra, Crisotemi in Elettra, Leonore in Fidelio, Elsa nel Lohengrin, Agathe ne Il franco cacciatore e Salomè. Nel 1998 cantò alla cerimonia di inaugurazione del Storebæltsforbindelsen. Nel 2000 fu Jenny in Ascesa e caduta della città di Mahagonny ad Amburgo, mentre nel 2002 cantò nel ruolo della donna in Erwartung al Covent Garden. Nel 2004 fu l'imperatrice nella Donna senz'ombra alla Los Angeles Opera, mentre nel 2005 cantò come Lady Billows nell'Albert Herring alla Komische Oper. Nel 2006 diede il suo addio alle scene con un concerto ai Giardini di Tivoli per celebrare trentacinque anni di carriera.
Morì nel 2008 all'età di 61 anni a causa di un infarto causato dal tumore diagnosticatole l'anno prima.

## Discografia parziale
- Mozart: Il re Pastore - Ann Murray/Concentus Musicus Wien/Eva Mei/Inga Nielsen/Markus Schäfer/Nikolaus Harnoncourt/Roberto Saccà, 1996 Teldec
- Beethoven: Fidelio - Alan Titus/Edith Lienbacher/Hungarian Radio Chorus/Inga Nielsen/Michael Halász/Nicolaus Esterházy Sinfonia, 1999 Naxos
- Ligeti, György. Szenen und Zwischenspiele aus der Oper Le grand macabre. Incisione del 1979. Inga Nielsen (soprano), Olive Fredricks (mezzosoprano), Peter Haage (tenore), Dieter Weller (baritono), Chorus and Orchester of the Danish Radio, Copenaghen, diretta da Elgar Howarth. LP recording. Wergo WER 60 085, Mainz: Wergo, 1980.
- Ligeti, György. Scènes et interludes du grand macabre (1978 version, part 1). Inga Nielsen (soprano), Olive Fredricks (mezzosoprano), Peter Haage (tenore), Dieter Weller (baritono), Nouvel orchestre philharmonique de Radio France, diretta da Gilbert Amy. In Musique de notre temps: repères 1945–1975, CD no. 4, track 3. Adès 14.122–2. [N.p.]: Adès, 1988.